# زبیگنیف برژینسکی
زبیگنیِف برژینسکی (لهستانی: Zbigniew Brzezinski؛ ‏ ‎/ˈzbɪɡnjɛf brəˈzɪnski/‎؛ ‏ Polish: [ˈzbʲiɡɲɛf bʐɛˈʑiɲskʲi] ()) (زاده ۲۸ مارس ۱۹۲۸ – درگذشته ۲۶ مه ۲۰۱۷)، ژئواستراتژیست و سیاست‌مدار لهستانی-آمریکایی بود. وی مشاور امنیت ملی در دولت جیمی کارتر بود.
رویدادهای مهم سیاست خارجی در دوران ریاست وی شامل عادی سازی روابط با جمهوری خلق چین (و قطع روابط با جمهوری چین در تایوان)؛ امضای دومین معاهده محدودسازی تسلیحات استراتژیک یا سالت ۲ با شوروی؛ میانجیگری در توافقنامه کمپ دیوید بین مصر و اسرائیل؛ سرنگونی محمدرضا پهلوی و آغاز انقلاب ۱۳۵۷؛ تشویق آمریکا به حمایت از مخالفان در اروپای شرقی و حقوق بشر به منظور تضعیف نفوذ شوروی؛ حمایت از مجاهدین افغان در برابر جمهوری دموکراتیک افغانستان تحت حمایت شوروی و در نهایت ضدیت با نیروهای شوروی در طول جنگ شوروی و افغانستان؛ و امضای معاهدات یتوریخوس-کارتر که از کنترل آمریکا بر کانال پاناما پس از سال ۱۹۹۹ صرف نظر می‌کند، بوده‌است.
دیدگاه‌های شخصی برژینسکی به عنوان «مترقی»، «بین‌المللی»، لیبرال سیاسی و «ضد کمونیست قوی» توصیف شده‌است. او مدافع مهار شوروی، سازمان‌های حقوق بشری و «پرورش یک غرب قوی» بود. او به دلیل توانایی‌اش در دیدن «تصویر بزرگ»، مورد تحسین قرار گرفته‌است. منتقدان او را در مورد برخی مسائل مانند روابط لهستان و روسیه به عنوان یک تندرو یا «تندرو سیاست خارجی» توصیف کردند.
برژینسکی به عنوان پروفسور رابرت ای. آزگود در سیاست خارجی آمریکا در دانشکده مطالعات بین‌المللی پیشرفته دانشگاه جانز هاپکینز، محقق در مرکز مطالعات استراتژیک و بین‌المللی و عضویت در هیئت‌ها و شوراهای مختلف خدمت کرد. او اغلب به عنوان کارشناس در برنامه پی‌بی‌اس در د نیوز اورز با جیم لهرر، ای‌بی‌سی نیوز در این هفته با کریستین امان‌پور و در برنامه مورنینگ جو شبکه ام‌اس‌ان‌بی‌سی، جایی که دخترش، میکا برژینسکی، مجری برنامه است، ظاهر شد. او از حامیان پروسه پراگ بود. پسر بزرگ او، ایان، کارشناس سیاست خارجی است و کوچک‌ترین پسرش، مارک، سفیر فعلی آمریکا در لهستان که قبلتر از سال ۲۰۱۱ تا ۲۰۱۵ به عنوان سفیر آمریکا در سوئد خدمت کرده‌است.

## زندگی
او در ۲۸ مارس ۱۹۲۸ در شهر ورشو، پایتخت لهستان به دنیا آمد. پدرش (Tadeusz Brzeziński) یک ناسیونالیست لهستانی بود که در جوانی با سلطه روسیه بر لهستان مبارزه مسلحانه می‌کرد و بعدها وارد دیپلماسی لهستان شد. برژینسکی (پدر) در سال ۱۹۳۹ که هیتلر و استالین لهستان را میان آلمان و شوروی تقسیم کردند، سفیر لهستان در کانادا بود.
زبیگنیو برژینسکی در ورشو، لهستان، در ۲۸ مارس ۱۹۲۸ در یک خانواده اشرافی کاتولیک رومی که اصالتاً اهل برژانی، وویودی تارنوپول (در آن زمان بخشی از لهستان، در حال حاضر در اوکراین) بود، به دنیا آمد. تصور می‌شود که شهر برژانی منبع این نام خانوادگی باشد. پدر و مادر برژینسکی لئونیا (با نام مستعار رومن) برژینسکا و تادئوش برژینسکی، دیپلمات لهستانی بودند که از سال ۱۹۳۱ تا ۱۹۳۵ به آلمان اعزام شد؛ بنابراین زبیگنیو برژینسکی برخی از سال‌های اولیه خود را با شاهد ظهور نازی‌ها گذراند. از سال ۱۹۳۶ تا ۱۹۳۸، تادئوش برژینسکی در خلال پاکسازی بزرگ جوزف استالین به اتحاد جماهیر شوروی فرستاده شد و بعداً توسط اسرائیل برای کمک به یهودیان برای فرار از دست نازی‌ها مورد تحسین قرار گرفت.
در سال ۱۹۳۸، تادئوش برژینسکی به عنوان سرکنسول به مونترال منصوب شد. خانواده برژینسکی نزدیک به کنسولگری لهستان در خیابان استنلی زندگی می‌کردند. در سال ۱۹۳۹، پیمان مولوتوف-ریبنتروپ توسط آلمان نازی و اتحاد جماهیر شوروی به تصویب رسید. متعاقباً این دو قدرت به لهستان حمله کردند. کنفرانس یالتا در سال ۱۹۴۵ بین متفقین، لهستان را به حوزه نفوذ شوروی اختصاص داد. جنگ جهانی دوم تأثیر عمیقی بر برژینسکی گذاشت که در مصاحبه‌ای اظهار داشت: «خشونت فوق‌العاده‌ای که علیه لهستان انجام شد بر درک من از جهان تأثیر گذاشت و من را نسبت به این واقعیت که بخش بزرگی از سیاست جهانی بسیار حساس‌تر کرد که یک مبارزه اساسی است."

## تحصیلات و سیاست
او در ۱۹۴۵ وارد دانشگاه مک گیل کانادا در مونترال شد و در مقاطع لیسانس و فوق لیسانس تحصیل کرد. سپس به آمریکا رفت و در ۱۹۵۳ از دانشگاه هاروارد در رشته علوم سیاسی دکترا گرفت.
در ۱۹۵۸ شهروند آمریکا شد، ولی احتمالاً تابعیت لهستانی خود را حفظ کرد. با وجود آنکه خانواده او سالها در کانادا سکونت داشتند، او هرگز تبعه کانادا نشد.
او در سیاست آمریکا در حزب دموکرات به فعالیت پرداخت و در انتخابات ریاست جمهوری ۱۹۶۰ آمریکا حامی جان اف کندی بود. پیشنهادهای برزینسکی به جان اف کندی در بحران موشکی کوبا باعث شد که فعالانه تر در عرصه سیاسی آمریکا وارد شود و در مسائل شوروی و اروپای شرقی به اظهار نظر بپردازد. او در انتخابات ریاست جمهوری ۱۹۶۴ آمریکا حامی جانسون بود و در آن دولت بر اساس خصومت قبلی اش با شوروی، در جریان جنگ ویتنام به لیندن جانسون رئیس‌جمهور وقت آمریکا پیشنهادهای گوناگونی داد.
او استاد روابط بین‌الملل مدرسه مطالعات پیشرفته بین‌المللی پال ایچ. نیتس در دانشگاه جانز هاپکینز در واشینگتن، دی.سی. بود
پس از تحصیل در کالج لویولا در مونترال، برژینسکی در سال ۱۹۴۵ وارد دانشگاه مک گیل شد تا مدرک لیسانس و فوق لیسانس خود را (به ترتیب در سال ۱۹۴۹ و ۱۹۵۰ دریافت کرد). پایان‌نامه کارشناسی ارشد او بر ملیت‌های مختلف در اتحاد جماهیر شوروی متمرکز بود. برنامه برژینسکی برای ادامه تحصیلات بیشتر در بریتانیا به منظور آماده شدن برای یک شغل دیپلماتیک در کانادا با شکست مواجه شد، عمدتاً به این دلیل که وی برای بورسیه تحصیلی که فقط برای افراد بریتانیایی آزاد بود، صلاحیت نداشت. برژینسکی سپس به دانشگاه هاروارد رفت تا در مقطع دکترا با مرل فاینسود، با تمرکز بر اتحاد جماهیر شوروی و رابطه بین انقلاب اکتبر، دولت ولادیمیر لنین، و اقدامات جوزف استالین، کار کند. او دکترای خود را در سال ۱۹۵۳ دریافت کرد؛ در همان سال، او به مونیخ سفر کرد و با یان نواک-جزیورانسکی، رئیس دفتر لهستانی رادیو اروپای آزاد ملاقات کرد. او بعداً با کارل جی. فردریش برای توسعه مفهوم توتالیتاریسم به عنوان راهی برای توصیف و انتقاد دقیق‌تر و قوی‌تر از شوروی در سال ۱۹۵۶ همکاری کرد.
برژینسکی از سال ۱۹۵۳ تا ۱۹۶۰ در هیئت علمی دانشگاه هاروارد و از سال ۱۹۶۰ تا ۱۹۷۲ در دانشگاه کلمبیا بود و در آنجا ریاست مؤسسه امور کمونیستی را بر عهده داشت. او استاد پژوهشی ارشد روابط بین‌الملل در دانشکده مطالعات بین‌المللی پیشرفته پل اچ. نیتز در دانشگاه جان هاپکینز در واشینگتن دی سی بود.
به عنوان یک استاد دانشگاه هاروارد، او علیه سیاست عقبگرد دوایت آیزنهاور و جان فاستر دالس استدلال کرد و گفت که تضاد، اروپای شرقی را بیشتر به سمت شوروی سوق خواهد داد. اعتراضات لهستانی به دنبال اکتبر لهستان و انقلاب مجارستان در سال ۱۹۵۶ تا حدی از ایده برژینسکی حمایت کرد که اروپای شرقی می‌تواند به تدریج با سلطه شوروی مقابله کند. در سال ۱۹۵۷، او برای اولین بار پس از دوران کودکی از لهستان دیدن کرد و این دیدار مجدداً بر قضاوت او مبنی بر عمیق بودن شکاف در بلوک شرق تأکید کرد. او ایده‌های خود را که آن را تعامل مسالمت آمیز نامید، توسعه داد. برژینسکی در سال ۱۹۵۸ تابعیت آمریکا را دریافت کرد.
در سال ۱۹۵۹، هاروارد به جای برژینسکی به هنری کیسینجر درجه دانشیار اعطا کرد. سپس به شهر نیویورک رفت تا در دانشگاه کلمبیا تدریس کند. در اینجا او بلوک شوروی: اتحاد و درگیری را نوشت که از آغاز جنگ سرد بر اروپای شرقی متمرکز بود. او همچنین به وزیر امور خارجه آینده مادلین آلبرایت، که مانند امیلی، بیوه برژینسکی، اهل چک بود و در سال‌های اولیه اقامت در واشینگتن نیز به او آموزش داد، آموزش داد. او همچنین به عضویت شورای روابط خارجی در نیویورک درآمد و به گروه بیلدربرگ پیوست.
در طول انتخابات ریاست جمهوری ایالات متحده در سال ۱۹۶۰، برژینسکی مشاور کمپین جان اف کندی بود و خواستار اتخاذ سیاستی غیر خصمانه در قبال دولت‌های اروپای شرقی بود. برژینسکی که اتحاد جماهیر شوروی را وارد یک دوره رکود اقتصادی و سیاسی می‌دانست، فروپاشی اتحاد جماهیر شوروی در آینده را در راستای ملیت پیش‌بینی کرد (در پایان پایان‌نامه کارشناسی ارشد خود بسط یافت).
او به عنوان یک محقق، افکار خود را در طول سال‌ها توسعه داد و نظریه‌های اساسی در مورد روابط بین‌الملل و ژئواستراتژی شکل داد. در طول دهه ۱۹۵۰ او بر روی نظریه توتالیتاریسم کار کرد. افکار او در دهه ۱۹۶۰ بر درک گسترده‌تر غرب از تفرقه در بلوک شوروی و همچنین توسعه تز تشدید انحطاط اتحاد جماهیر شوروی متمرکز بود. در طول دهه ۱۹۷۰ او پیشنهاد کرد که نظام شوروی قادر به تکامل فراتر از فاز صنعتی به عصر تکنترونیک نیست.
برژینسکی در چند سال آینده به استدلال و حمایت از تنش زدایی ادامه داد و «تعامل صلح‌آمیز در اروپای شرقی» را در مجله فارین افرز منتشر کرد و پس از بحران موشکی کوبا به حمایت از سیاست‌های غیرمتضادانه ادامه داد، به این دلیل که چنین سیاست‌هایی ممکن است اروپای شرقی را نادیده بگیرد. کشورهایی که از آلمان متجاوز می‌ترسند و اروپای غربی را آرام می‌کنند که از سازش ابرقدرت در راستای خطوط کنفرانس یالتا می‌ترسند. برژینسکی در کتابی در سال ۱۹۶۲ علیه احتمال انشعاب چین و شوروی استدلال کرد و گفت که همسویی آنها «شکاف و احتمالاً تجزیه نمی‌شود.»
در سال ۱۹۶۴، برژینسکی از کمپین ریاست جمهوری لیندون جانسون و جامعه بزرگ و سیاست‌های حقوق مدنی حمایت کرد، در حالی که از سوی دیگر، رهبری شوروی را پس از برکناری خروشچف از هرگونه خلاقیت تهی می‌دید. از طریق یان نواک-ژیورانسکی، برژینسکی با آدام میخنیک، فعال آینده همبستگی لهستانی ملاقات کرد.[نیازمند منبع]
برژینسکی به حمایت از تعامل با دولت‌های اروپای شرقی ادامه داد و در عین حال نسبت به دیدگاه دوگل در مورد «اروپا از اقیانوس اطلس تا اورال» هشدار داد. او همچنین از جنگ ویتنام حمایت کرد. در سال ۱۹۶۶، برژینسکی به عضویت شورای برنامه‌ریزی سیاست وزارت امور خارجه ایالات متحده منصوب شد (سخنرانی پرزیدنت جانسون در ۷ اکتبر ۱۹۶۶، «ساختمان پل» محصول نفوذ برژینسکی بود). در سال ۱۹۶۸، برژینسکی در اعتراض به گسترش جنگ توسط رئیس‌جمهور جانسون از شورا استعفا داد. سپس مشاور سیاست خارجی معاون رئیس جمهور هوبرت هامفری شد. رویدادهای چکسلواکی انتقادات برژینسکی را از موضع تهاجمی جناح راست نسبت به دولت‌های اروپای شرقی بیشتر تقویت کرد. خدمات او به دولت جانسون و سفر حقیقت یاب او به ویتنام، او را به دشمن چپ جدید تبدیل کرد.
برای مبارزات انتخاباتی ریاست جمهوری ایالات متحده در سال ۱۹۶۸، برژینسکی رئیس گروه ویژه سیاست خارجی هامفری بود.
برژینسکی خواستار برگزاری یک کنفرانس پاناروپایی شد، ایده ای که در نهایت در سال ۱۹۷۳ به عنوان کنفرانس امنیت و همکاری اروپا به ثمر نشست. در همین حین، او به یکی از منتقدان برجسته هم کاندومینیوم تنش زدایی نیکسون-کیسینجر و هم صلح طلبی جورج مک گاورن تبدیل شد.

## در دولت کارتر
او در انتخابات ریاست جمهوری ۱۹۷۶ آمریکا حامی جیمی کارتر بود. در دولت کارتر، از آنجا که کارتر آشنایی کامل به مسائل خارجی و بین‌المللی نداشت، برژینسکی را به مشاور ارشد امنیت ملی در کاخ سفید گماشت. از مهم‌ترین فعالیت‌های او در این دوران به دور ساختن مصر از شوروی با ترتیب دادن قرارداد کمپ دیوید و صلح مصر و اسرائیل می‌توان نام برد.
در دوران او مناسبات آمریکا با چین به حالت عادی درآمد و جیمی کارتر به چین رفت. سپس به خاطر دشمنی که با شوروی داشت، با کمک عربستان سعودی و پاکستان مجاهدان مسلمان را در افغانستان بر ضد شوروی مجهز کرد.
برژینسکی در نوشتن بخشهایی از سخنرانی تحلیف کارتر کمک کرد و این به هدف او برای ارسال پیام مثبت به مخالفان شوروی کمک کرد. اتحاد جماهیر شوروی و رهبران اروپای غربی هر دو شکایت داشتند که این نوع لفاظی در تضاد با «رمز تنش زدایی» است که نیکسون و کیسینجر ایجاد کرده بودند. برژینسکی با اعضای حزب دموکرات خود که با این تفسیر تنش زدایی مخالف بودند، از جمله سایروس ونس، وزیر امور خارجه، رقابت کرد. ونس برای به دست آوردن موافقت شوروی در مورد گفتگوهای محدود کردن تسلیحات استراتژیک (SALT) تأکید کمتری بر حقوق بشر داشت، در حالی که برژینسکی از انجام هر دو در یک زمان حمایت می‌کرد. برژینسکی سپس به فرستنده‌های رادیو اروپای آزاد دستور داد تا قدرت و وسعت پخش خود را افزایش دهند، که این یک وارونگی تحریک‌آمیز از سیاست‌های نیکسون-کیسینجر بود. هلموت اشمیت صدراعظم آلمان غربی با دستور کار برژینسکی مخالفت کرد و حتی خواستار حذف رادیو اروپای آزاد از خاک آلمان شد.
در طول دولت کارتر (و ریگان)، دسترسی آرماند همر، صنعتگر نفت و مدافع تجارت با شوروی، به دفتر بیضی مسدود شد. برژینسکی اظهار داشت که «آنچه لازم بود برای دور نگه داشتن او از کاخ سفید انجام داد.»
وزارت امور خارجه از حمایت برژینسکی از مخالفان در آلمان شرقی نگران شد و با پیشنهاد او مبنی بر اینکه اولین سفر خارجی کارتر به لهستان باشد، مخالفت کرد. او از ورشو بازدید کرد و با کاردینال استفان ویزینسکی (در مقابل اعتراض سفیر ایالات متحده در لهستان) ملاقات کرد و کلیسای کاتولیک روم را به عنوان مخالف مشروع حکومت کمونیستی در لهستان به رسمیت شناخت.
تا سال ۱۹۷۸، برژینسکی و ونس بیش از پیش بر سر جهت‌گیری سیاست خارجی کارتر با هم اختلاف داشتند. ونس به دنبال ادامه سبک تنش زدایی که توسط نیکسون-کیسینجر مهندسی شده بود، با تمرکز بر کنترل تسلیحات بود. برژینسکی بر این باور بود که تنش زدایی، شوروی را در آنگولا و خاورمیانه جسور می‌کند، بنابراین او برای افزایش قدرت نظامی و تأکید بر حقوق بشر استدلال می‌کرد. ونس، وزارت امور خارجه و رسانه‌ها علناً از برژینسکی انتقاد کردند که به دنبال احیای جنگ سرد است.[نیازمند منبع]
برژینسکی در سال ۱۹۷۸ به کارتر توصیه کرد که با جمهوری خلق چین تعامل کند و به پکن سفر کرد تا زمینه عادی سازی روابط بین دو کشور را فراهم کند. این همچنین منجر به قطع روابط با متحد دیرینه ضد کمونیست ایالات متحده، جمهوری چین (تایوان) شد.[نیازمند منبع]
سال ۱۹۷۹ شاهد دو رویداد مهم استراتژیک بود: سرنگونی محمدرضا شاه متحد ایالات متحده و حمله شوروی به افغانستان.
انقلاب ایران بحران گروگانگیری در ایران را تسریع کرد که تا پایان دوره ریاست جمهوری کارتر ادامه داشت. برژینسکی تهاجم شوروی را پیش‌بینی کرد و با حمایت عربستان سعودی، پاکستان و جمهوری خلق چین، راهبردی برای تضعیف حضور شوروی ایجاد کرد. برژینسکی با استفاده از این جو ناامنی، ایالات متحده را به سوی یک تسلیحات جدید و توسعه نیروهای استقرار سریع هدایت کرد - سیاست‌هایی که هر دو به‌طور کلی با ریاست جمهوری ریگان ادامه یافتند.
در سال ۱۹۷۹، شوروی در جنگ دوم یمن مداخله کرد. حمایت شوروی از یمن جنوبی، همراه با تنش‌هایی که به دلیل انقلاب ایران در حال افزایش بود، «شوک کوچک‌تری» را ایجاد کرد. این نقشی در تغییر دیدگاه کارتر در مورد اتحاد جماهیر شوروی به دیدگاهی قاطعانه داشت، تغییری که با جنگ شوروی و افغانستان نهایی شد.
برژینسکی دائماً یا بر بازگرداندن شاه ایران به قدرت یا تسلط نظامی، صرف نظر از هزینه‌های کوتاه مدت از نظر ارزشی، اصرار داشت.
در ۹ نوامبر ۱۹۷۹، برژینسکی در ساعت ۳ صبح با یک تماس تلفنی با پیامی حیرت‌انگیز از خواب بیدار شد: شوروی به تازگی ۲۵۰ سلاح هسته ای را به سمت ایالات متحده پرتاب کرده بود. دقایقی بعد، برژینسکی تماس دیگری دریافت کرد: سیستم هشدار اولیه در واقع ۲۰۰۰ موشک را نشان می‌داد که به سمت ایالات متحده حرکت می‌کردند. در حالی که برژینسکی آماده تماس با رئیس‌جمهور جیمی کارتر برای برنامه‌ریزی برای پاسخگویی کامل بود، تماس سومی دریافت کرد: این یک زنگ خطر اشتباه بود. یک نوار آموزشی هشدار اولیه که نشانه‌هایی از حمله هسته‌ای شوروی در مقیاس بزرگ ایجاد می‌کرد، به نوعی به شبکه هشدار اولیه واقعی منتقل شده بود، که باعث درگیری بسیار واقعی شد.
او حتی یک تماس تلفنی نیمه شب با پاپ ژان پل دوم (که سفرش به لهستان در سال ۱۹۷۹ ظهور همبستگی را پیش‌بینی کرده بود) از قبل به او هشدار داد. موضع ایالات متحده تغییر قابل توجهی نسبت به واکنش‌های قبلی به سرکوب شوروی در مجارستان در سال ۱۹۵۶ و چکسلواکی در سال ۱۹۶۸ بود.
برژینسکی دکترین کارتر را توسعه داد که ایالات متحده را متعهد به استفاده از نیروی نظامی برای دفاع از خلیج فارس کرد. در سال ۱۹۸۱ رئیس‌جمهور کارتر مدال آزادی ریاست جمهوری را به برژینسکی اهدا کرد.

### مشاور امنیت ملی
پرزیدنت کارتر، برژینسکی را برای سمت مشاور امنیت ملی NSA انتخاب کرد، زیرا می‌خواست یک روشنفکر قاطع در کنارش باشد تا به او مشاوره و راهنمایی‌های روزانه دربارهٔ تصمیم‌گیری‌های سیاست خارجی بدهد. برژینسکی ریاست یک ساختار تجدید سازمان یافته شورای امنیت ملی NSC را بر عهده داشت که به گونه ای شکل گرفته‌است که NSA تنها یکی از بازیگران متعدد در روند سیاست خارجی باشد.
در ابتدا، کارتر کارکنان شورای امنیت ملی را به نصف کاهش داد و تعداد کمیته‌های دائمی شورای امنیت ملی را از هشت به دو کاهش داد. تمام موضوعات ارجاع شده به شورای امنیت ملی توسط یکی از دو کمیته جدید، یا کمیته بررسی سیاست PRC یا کمیته هماهنگی ویژه SCC بررسی شد. برروی جمهوری خلق چین به‌عنوان موضوعات خاص تمرکز کرد که ریاست آن به صورت چرخشی انجام شد. برژینسکی همیشه ریاست SCC را بر عهده داشت، شرایطی که برای آن باید مکرر با کارتر مذاکره می‌کرد. کارتر بر این باور بود که با انتخاب NSA به ریاست تنها یکی از دو کمیته، مانع از آن می‌شود که شورای امنیت ملی بر تصمیمات سیاست خارجی که تحت ریاست کیسینجر در دوران دولت نیکسون بود، تأثیر قاطع داشته باشد.
SCC مسئول رسیدگی به مسائلی بود که در چندین بخش از جمله نظارت بر فعالیت‌های اطلاعاتی، ارزیابی کنترل تسلیحات و مدیریت بحران وجود داشت.
هیچ دستور جلسه ای تهیه نشده بود و هیچ گونه سوابق رسمی از این جلسات نگهداری نمی‌شد که گاهی منجر به تفسیرهای متفاوتی از تصمیمات مورد توافق می‌شد. برژینسکی در مدیریت ناهار هفتگی خود با منشی‌های ونس و براون در آماده‌سازی برای بحث‌های شورای امنیت ملی مراقب بود تا مجموعه کاملی از یادداشت‌ها را حفظ کند. برژینسکی همچنین گزارش‌های هفتگی در مورد اقدامات و مشکلات عمده سیاست خارجی را به همراه توصیه‌هایی برای اقدامات انجام شده به رئیس‌جمهور ارسال می‌کرد. پرزیدنت کارتر از این گزارش‌ها لذت می‌برد و مکرراً آنها را با دیدگاه‌های خود حاشیه نویسی می‌کرد. برژینسکی و شورای امنیت ملی از این یادداشت‌های ریاست جمهوری (۱۵۹ مورد) به عنوان مبنای اقدامات شورای امنیت ملی استفاده کردند.
از همان ابتدا، برژینسکی اطمینان حاصل کرد که روابط نهادی جدید شورای امنیت ملی به او یک صدای بزرگ در شکل‌دادن به سیاست خارجی را تضمین می‌کند. برژینسکی در حالی که می‌دانست کارتر نمی‌خواهد او کیسینجر دیگری باشد، مطمئن بود که رئیس‌جمهور نمی‌خواهد ونس، وزیر امور خارجه، دالس دیگری شود و می‌خواهد در تصمیم‌گیری‌های کلیدی سیاست خارجی به او کمک کند. قدرت برژینسکی در دوران ریاست جمهوری کارتر به تدریج در منطقه عملیاتی گسترش یافت. او به‌طور فزاینده ای نقش یک فرستاده رئیس‌جمهور را بر عهده گرفت. به عنوان مثال، در سال ۱۹۷۸، برژینسکی به پکن سفر کرد تا زمینه را برای عادی سازی روابط ایالات متحده و جمهوری خلق چین فراهم کند.
برژینسکی نیز مانند کیسینجر قبل از خود، روابط شخصی خود را با آناتولی دوبرینین سفیر شوروی در ایالات متحده حفظ کرد. او همچنین سخنگوی مطبوعاتی خود را منصوب کرد و جلسات توجیهی مطبوعاتی مکرر و حضور در برنامه‌های مصاحبه‌های تلویزیونی او را به یک چهره عمومی برجسته تبدیل کرد، اگرچه شاید به اندازه کیسینجر در زمان نیکسون نبود.
تهاجم نظامی شوروی به افغانستان در دسامبر ۱۹۷۹ به‌طور قابل توجهی به روابط ضعیف بین ونس وزیر امور خارجه کارتر و برژینسکی آسیب زد. ونس احساس کرد که پیوند نمک برژینسکی با سایر فعالیت‌های شوروی، همراه با انتقادات داخلی فزاینده در ایالات متحده از توافقنامه SALT II، برژنف را متقاعد کرد که در مورد مداخله نظامی در افغانستان تصمیم بگیرد. با این حال، برژینسکی بعداً گفت که پیشنهاداتی برای حفظ استقلال افغانستان ارائه کرده‌است، اما از مخالفت وزارت امور خارجه ناامید شده‌است. یک گروه کاری شورای امنیت ملی در مورد افغانستان گزارش‌های متعددی در مورد وخامت اوضاع در سال ۱۹۷۹ نوشت، اما کارتر آنها را نادیده گرفت تا اینکه مداخله شوروی تفکرات او را از بین برد. تنها پس از آن او تصمیم گرفت تا تصویب SALT II را کنار بگذارد و سیاست‌های ضد شوروی را که برژینسکی پیشنهاد کرده بود دنبال کند.
انقلاب ۵۷ آخرین ضربه برای از هم پاشیدگی روابط بین ونس و برژینسکی بود. با گسترش تحولات، این دو در موقعیت‌های اساسی متفاوتی قرار گرفتند. برژینسکی می‌خواست انقلاب را کنترل کند و به‌طور فزاینده ای پیشنهاد اقدام نظامی برای جلوگیری از به‌قدرت‌رسیدن خمینی را می‌داد، در حالی که ونس می‌خواست با جمهوری اسلامی کنار بیاید. در نتیجه، کارتر نتوانست یک رویکرد منسجم برای وضعیت ایران ایجاد کند. استعفای ونس در پی مأموریت ناموفق برای نجات گروگان‌های آمریکایی در مارس ۱۹۸۰، که به دلیل مخالفت‌های وی انجام شد، نتیجه نهایی اختلاف نظر عمیق بین برژینسکی و ونس بود.

## سیاست‌های کلان
در طول دهه ۱۹۶۰، برژینسکی استراتژی تعامل مسالمت آمیز را برای تضعیف بلوک شوروی بیان کرد و در حالی که در شورای برنامه‌ریزی سیاست وزارت امور خارجه خدمت می‌کرد، رئیس‌جمهور لیندون بی. جانسون را متقاعد کرد تا (در اکتبر ۱۹۶۶) تعامل صلح آمیز را به عنوان استراتژی ایالات متحده اتخاذ کند و تنش زدایی را پیش رو قرار دهد. اتحاد مجدد آلمان و در نتیجه معکوس کردن اولویت‌های قبلی ایالات متحده.[نیازمند منبع]
در طول دهه‌های ۱۹۷۰ و ۱۹۸۰، در اوج دخالت سیاسی‌اش، برژینسکی در تشکیل کمیسیون سه‌جانبه شرکت کرد تا روابط آمریکا، ژاپن و اروپا را بیشتر تقویت کند. به عنوان سه بخش اقتصادهای پیشرفته جهان، مردم این سه منطقه می‌توانند با همدیگر گرد هم آیند که به آنها موضع منسجم تری در برابر جهان کمونیستی بدهد.
برژینسکی در زمان خدمت در کاخ سفید، بر محوریت حقوق بشر به عنوان ابزاری برای قرار دادن اتحاد جماهیر شوروی در حالت تدافعی ایدئولوژیک تأکید کرد. با جیمی کارتر در کمپ دیوید، او در دستیابی به معاهده صلح مصر و اسرائیل کمک کرد.
او فعالانه از همبستگی لهستان و مقاومت افغانستان در برابر تهاجم شوروی حمایت کرد و از جنبش‌های استقلال ملی در اتحاد جماهیر شوروی حمایت پنهانی کرد. او نقش پیشرو در عادی سازی روابط ایالات متحده و جمهوری خلق چین و در توسعه همکاری‌های استراتژیک مشترک، ایجاد رابطه با دنگ شیائوپینگ، که تا به امروز در سرزمین اصلی چین بسیار مورد توجه او است، ایفا کرد.
در دهه ۱۹۹۰، او یک مورد استراتژیک برای حمایت از کشور مستقل اوکراین، تا حدی به عنوان ابزاری برای جلوگیری از تجدید حیات امپراتوری روسیه، و سوق دادن روسیه به سمت ادغام با غرب، و در عوض ترویج کثرت گرایی ژئوپلیتیک در این کشور، فرموله کرد. فضای اتحاد جماهیر شوروی سابق او «طرحی برای اروپا» را توسعه داد که بر گسترش ناتو تأکید کرد و خواستار گسترش ناتو به کشورهای حوزه بالتیک شد.
او به عنوان فرستاده بیل کلینتون در آذربایجان به منظور ترویج خط لوله باکو-تفلیس-جیهان خدمت کرد. پس از آن، او به عضویت شورای افتخاری مشاوران اتاق بازرگانی ایالات متحده و آذربایجان (USACC) درآمد. علاوه بر این، او، همراه با لین کرکلند، تلاش برای افزایش وقف برای بنیاد آزادی لهستانی-آمریکایی تحت حمایت ایالات متحده را از ۱۱۲ میلیون دلار به مجموع در نهایت بیش از ۲۰۰ میلیون دلار رهبری کرد.

### افغانستان
کمونیست‌های تحت رهبری نورمحمد تره کی در ۲۷ آوریل ۱۹۷۸ با کودتایی خونین و پس از کشته شدن سردار محمدداود خان و اعضای خانواده‌اش قدرت را در افغانستان به دست گرفتند. رژیم جدید - که بین جناح تندرو تره کی خلق و پرچم میانه روتر تقسیم شده بود - در دسامبر همان سال پیمان دوستی با اتحاد جماهیر شوروی امضا کرد. تلاش‌های تره کی برای بهبود آموزش سکولار و توزیع مجدد زمین با اعدام‌های دسته جمعی (از جمله بسیاری از رهبران مذهبی محافظه کار) و سرکوب سیاسی بی‌سابقه در تاریخ افغانستان همراه شد و شورش شورشیان مجاهد را شعله‌ور ساخت.
حفیظ الله امین نیز با کودتای دیگر در ۲۵ شهریور ۱۳۵۸ تره کی را برکنار کرد. ناظران خارجی امین را یک «روان پریش بی رحم» می‌دانستند. حتی شوروی‌ها نیز از وحشیگری کمونیست‌های افغان نگران شده بودند و امین را به عنوان عامل سازمان اطلاعات مرکزی ایالات متحده (سیا) مظنون می‌کردند، اگرچه اینطور نبود. در ماه دسامبر، دولت امین کنترل بیشتر کشور را از دست داده بود و باعث شد که اتحاد جماهیر شوروی به افغانستان حمله کند، امین را اعدام کند و ببرک کارمل رهبر پرچم را به عنوان رئیس‌جمهور منصوب کند.
پرزیدنت کارتر از تهاجم غافلگیر شد، زیرا اجماع جامعه اطلاعاتی ایالات متحده در سال‌های ۱۹۷۸ و ۱۹۷۹ - تا ۲۹ سپتامبر ۱۹۷۹ تکرار شد - این بود که «مسکو به‌طور قاطع مداخله نمی‌کند، حتی اگر به نظر می‌رسد که دولت خلق در مورد آن است. سقوط." در واقع، یادداشت‌های روزانه کارتر از نوامبر ۱۹۷۹ تا تهاجم شوروی در اواخر دسامبر، تنها حاوی دو اشاره کوتاه به افغانستان است و در عوض درگیر بحران گروگان‌گیری در ایران است. در غرب، حمله شوروی به افغانستان تهدیدی برای امنیت جهانی و منابع نفتی خلیج فارس تلقی می‌شد.
علاوه بر این، ناکامی در پیش‌بینی دقیق مقاصد شوروی باعث شد تا مقامات آمریکایی تهدیدات شوروی علیه ایران و پاکستان را دوباره ارزیابی کنند، اگرچه اکنون مشخص شده‌است که این ترس‌ها بیش از حد افزایش یافته بود. به عنوان مثال، اطلاعات ایالات متحده از نزدیک تمرینات شوروی برای حمله به ایران را در طول سال ۱۹۸۰ دنبال می‌کرد، در حالی که هشدار قبلی از سوی برژینسکی مبنی بر اینکه «اگر شوروی‌ها بر افغانستان تسلط پیدا کنند، می‌توانند بلوچستان جداگانه ای را ترویج کنند و در نتیجه پاکستان و ایران را تجزیه کنند» فوریت جدیدی به خود گرفت.
این نگرانی‌ها عامل اصلی تلاش‌های بی‌نتیجه دولت‌های کارتر و ریگان برای بهبود روابط با ایران بود و منجر به کمک‌های گسترده به محمد ضیاءالحق پاکستان شد. روابط ضیاء با ایالات متحده در دوران ریاست جمهوری کارتر به دلیل برنامه هسته ای پاکستان و اعدام ذوالفقار علی بوتو در آوریل ۱۹۷۹ تیره شده بود، اما کارتر در ژانویه ۱۹۷۹ به برژینسکی و سایروس ونس وزیر امور خارجه گفت که «ترمیم روابط مت با پاکستان در پرتو ناآرامی در ایران حیاطی است.» 
یکی از ابتکاراتی که کارتر برای دستیابی به این هدف مجاز کرد، همکاری بین سیا و اطلاعات بین‌سرویس پاکستان (ISI) بود. از طریق آی اس آی، سیا در ۳ ژوئیه ۱۹۷۹ - چند ماه قبل از تهاجم شوروی - شروع به ارائه حدود ۶۹۵۰۰۰ دلار کمک غیرنظامی به مجاهدین کرد. دامنه کوچک این همکاری اولیه احتمالاً تحت تأثیر این درک است که بعداً توسط رابرت گیتس، مقام سازمان سیا بیان شد، "اینکه یک برنامه کمک‌های مخفی قابل توجه ایالات متحده ممکن است "مخاطرات را افزایش دهد" و در نتیجه باعث شود "شوروی مستقیماً مداخله کند." و شدیداً بیش از آنچه در نظر گرفته شده بود». اولین محموله تسلیحات ایالات متحده که برای مجاهدین در نظر گرفته شده بود، در ۱۰ ژانویه ۱۹۸۰، اندکی پس از تهاجم شوروی به پاکستان رسید.
پس از تهاجم، کارتر مصمم بود به آنچه که او یک تحریک خطرناک می‌دانست، با قدرت پاسخ دهد. او در یک سخنرانی تلویزیونی، تحریم‌های اتحاد جماهیر شوروی را اعلام کرد، وعده کمک مجدد به پاکستان را داد و ایالات متحده را متعهد به دفاع از خلیج فارس کرد. محور سیاست ایالات متحده در طول مدت جنگ توسط کارتر در اوایل سال ۱۹۸۰ تعیین شد: کارتر برنامه ای را برای مسلح کردن مجاهدین از طریق آی اس آی پاکستان آغاز کرد و از عربستان سعودی تعهدی برای تأمین بودجه ایالات متحده برای این منظور دریافت کرد. حمایت ایالات متحده از مجاهدین در زمان جانشینی کارتر، رونالد ریگان، با هزینه نهایی حدود ۳ میلیارد دلار برای مالیات دهندگان آمریکایی تسریع شد. شوروی نتوانست شورش را سرکوب کند و در سال ۱۹۸۹ از افغانستان خارج شد و باعث تسریع فروپاشی اتحاد جماهیر شوروی شد.
با این حال، تصمیم به انتقال کمک‌های ایالات متحده از طریق پاکستان منجر به فساد گسترده شد، زیرا سلاح‌های ارسال شده به کراچی اغلب در بازارهای محلی به جای تحویل به شورشیان افغان فروخته می‌شد. کراچی به زودی «به یکی از خشن‌ترین شهرهای جهان تبدیل شد». پاکستان همچنین کنترل می‌کرد که کدام شورشیان کمک دریافت می‌کردند: از میان هفت گروه مجاهدی که توسط دولت ضیاء حمایت می‌شد، چهار گروه از عقاید بنیادگرای اسلامی حمایت می‌کردند – و این بنیادگرایان بیشتر بودجه را دریافت کردند. سال‌ها بعد، در مصاحبه‌ای در سال ۱۹۹۷ با سی‌ان‌ان/آرشیو امنیت ملی، برژینسکی استراتژی اتخاذ شده توسط دولت کارتر علیه شوروی در سال ۱۹۷۹ را شرح داد:
```
وقتی شنیدیم که شوروی وارد افغانستان شده، بلافاصله یک پروسه دوگانه را آغاز کردیم. اولین مورد شامل واکنش‌ها و تحریم‌های مستقیم بر اتحاد جماهیر شوروی بود و هم وزارت امور خارجه و هم شورای امنیت ملی فهرست‌های بلندبالایی از تحریم‌ها را تهیه کردند که باید اتخاذ شود، اقداماتی که باید برای افزایش هزینه‌های بین‌المللی اقدامات خود برای اتحاد جماهیر شوروی انجام شود. و دومین اقدام منجر به این شد که یک ماه یا بیشتر پس از تهاجم شوروی به افغانستان به پاکستان رفتم تا با پاکستانی‌ها در یک واکنش مشترک هماهنگ کنم که هدف آن این است که شوروی را به همان اندازه خون ریزی کنم تا زمانی که ممکن است؛ و ما با سعودی‌ها، مصری‌ها، بریتانیایی‌ها، چینی‌ها در آن تلاش مشارکت کردیم و دوباره شروع کردیم به تهیه سلاح برای مجاهدین، از منابع مختلف - به عنوان مثال، برخی از سلاح‌های شوروی از مصری‌ها و چینی‌ها تهیه شدند. ما حتی تسلیحات شوروی را از دولت کمونیستی چکسلواکی دریافت کردیم، زیرا آشکارا در معرض انگیزه‌های مادی بود. همچنین در مقطعی ما شروع به خرید اسلحه برای مجاهدین از ارتش شوروی در افغانستان کردیم، زیرا آن ارتش فاسدتر شده بود.
[
نیازمند منبع
]
```

#### نظریه «تله افغان»
پس از حملات ۱۱ سپتامبر، نظریه ای مبنی بر اینکه برژینسکی عمداً تهاجم شوروی به افغانستان را در دسامبر ۱۹۷۹ تحریک کرد به‌طور گسترده تکرار شد و برژینسکی و دولت کارتر را مسئول درگیری چند دهه ای در افغانستان (۱۹۷۸ تا کنون) که منجر به تهاجم القاعده در ۱۱ سپتامبر به ایالات متحده در سال ۲۰۰۱ و تیراندازی در کلوپ شبانه اورلاندو در سال ۲۰۱۶ می‌دانست ارائه شد.
بررسی سال ۲۰۲۰ از اسناد طبقه‌بندی شده ایالات متحده توسط کانر توبین در مجله تاریخ دیپلماتیک ادعا می‌کند که این نظریه - که توسط نویسنده به عنوان نظریه تله افغان از آن یاد می‌شود - ارائه نادرستی از سوابق تاریخی است که تقریباً به‌طور کامل بر اساس «کاریکاتوری» از برژینسکی به عنوان یک متعصب ضد کمونیست تهیه شده‌است.
یک بیانیه مورد مناقشه منتسب به برژینسکی توسط روزنامه‌نگار لو نوول آبزرواتور در سال ۱۹۹۸ (که توسط خود برژینسکی «مکرراً تکذیب شد)، «که این واقعیت که حمایت ایالات متحده قبل از تهاجم و پیش از آن بوده». علاوه بر توبین، چندین منبع آکادمیک یا ژورنالیستی صحت جنبه‌های نظریه «تله افغان» را مورد تردید قرار داده‌اند، مانند حداقل دو تن از مقامات بلندپایه سابق دولت کارتر.
در حالی که درست است که قیام مارس ۱۹۷۹ هرات در افغانستان و تمایل به بازسازی روابط تیره‌آمیز ایالات متحده با محمد ضیاءالحق، رهبر پاکستان در پرتو انقلاب ایران، کارتر را بر آن داشت تا یافته‌های ریاست جمهوری را در ژوئیه ۱۹۷۹ امضا کند که به سیا اجازه می‌دهد ۶۹۵۰۰۰ دلار هزینه کمک‌های غیرنظامی مانند " دلار به‌صورت نقدی، تجهیزات پزشکی و فرستنده‌های رادیویی" به شورشیان مجاهد افغان و در مورد یک کمپین تبلیغاتی که رهبری جمهوری دموکراتیک افغانستان یا DRA مورد حمایت شوروی را هدف قرار می‌داده، کند، مذاکرات داخلی نشان می‌دهد که " سیاست‌های ایالات متحده تقریباً به طور کامل به حضور نظامی فزاینده شوروی واکنش نشان می‌داد و سیاست‌گذاران «برنامه کمک‌های مخفی قابل توجهی» از جمله تسلیحات مرگبار را «برای جلوگیری از تحریک مسکو» را رد می‌کردند؛ (حضور نظامی و سیاسی شوروی در افغانستان در طول سال ۱۹۷۹ به طور پیوسته افزایش یافت، از جمله "ده‌ها میلیون دلار کمک نظامی توسط مسکو به DRA.".)
به گفته توبین، برژینسکی تلاش زیادی کرد تا شوروی را از حمله به افغانستان منصرف کند، و از دولت کارتر خواست تا اطلاعاتی را در مورد نقش رو به رشد نظامی شوروی در جنگ داخلی نوپای افغانستان منتشر کند و به صراحت به شوروی دربارهٔ تحریم‌های شدید در صورت تهاجم هشدار دهد. زمانی که هشدارهای او توسط وزارت امور خارجه تحت رهبری سایروس ونس، وزیر امور خارجه آمریکا کمرنگ شد، برژینسکی اطلاعاتی را به یک روزنامه‌نگار درز داد که نتیجه آن مقاله ای در اوت ۱۹۷۹ در نیویورک تایمز با عنوان "آمریکا به طور غیرمستقیم روس‌ها را برای توقف مداخله در افغانستان تحت فشار قرار می‌دهد. " شد که از قضا، ژنرال شوروی والنتین وارنیکوف در سال ۱۹۹۵ شکایت کرد که مقامات آمریکایی هیچ‌گاه اهمیت استراتژیک افغانستان را قبل از دسامبر ۱۹۷۹ برای همتایان شوروی خود روشن نکرده بودند، و این گمانه زنی را در راستای تئوری "تله افغان" می‌دانست که این ممکن است عمدی بوده باشد. همچنین او اضافه می‌کند که برای ایالات متحده "منفعت این بود که ما در افغانستان گیر بیفتیم و بیشترین بهای ممکن را برای آن بپردازیم."
علاوه بر این، برژینسکی تلاش کرد تا در سال ۱۹۸۰ با آناتولی دوبرینین سفیر شوروی دربارهٔ خروج نیروهای اتحاد جماهیر شوروی مذاکره کند و به‌طور خصوصی پذیرفت که این کشور احتمالاً ممکن است مذاکره کرده باشد که پس از یک توافق دیپلماتیک، در حوزه نفوذ شوروی باقی بماند، زیرا او اعتماد کمی به توانایی مجاهدین افغان برای تحمیل شکست نظامی به ارتش سرخ داشت.
مقامات دولت کارتر رابرت گیتس و معاون رئیس‌جمهور والتر موندل، بین سال‌های ۲۰۱۰ تا ۲۰۱۲، از نظریه "تله افغان" انتقاد کردند، اولی اظهار داشت که "هیچ مبنایی در واقعیت ندارد" و دومی آن را "یک افراط بزرگ و بی دلیل" خواند.
توبین نتیجه‌گیری می‌کند: «برنامه ای مخفی در مقیاس کوچک که در پاسخ به نفوذ فزاینده شوروی بوده توسعه یافت که بخشی از یک طرح اضطراری بوده در صورتی که شوروی مداخله نظامی می‌کرد، زیرا واشینگتن در موقعیت بهتری قرار می‌گرفت تا تحکیم موقعیت خود را برای آنها دشوار کند. اما برای ایجاد مداخله طراحی نشده‌است."
استیو کول قبلاً در سال ۲۰۰۴ اعلام کرده بود که «یادداشت‌های معاصر - به ویژه آنهایی که در اولین روزهای پس از حمله شوروی نوشته شده‌اند - روشن می‌سازد که در حالی که برژینسکی مصمم بود از طریق اقدامات مخفیانه، با شوروی در افغانستان مقابله کند، او همچنین بسیار نگران بوده که شوروی پیروز شود.
با توجه به این شواهد و هزینه‌های سیاسی و امنیتی هنگفتی که تهاجم شوروی به افغانستان به دولت کارتر تحمیل کرد، هر ادعایی مبنی بر اینکه برژینسکی شوروی‌ها را به افغانستان کشانده‌است، مستلزم تردید عمیق است."
برژینسکی از حامیان مسلح کردن شبه نظامیان مجاهدین علیه دولت حزب دموکراتیک خلق افغانستان بود و توانست جیمی کارتر را متقاعد کند که این اقدام موجب می‌شود تا «ارتش شوروی برای مداخله در افغانستان» تحریک شود.

### ایران
در آبان ۱۳۵۸، دانشجویان انقلابی به سفارت آمریکا در تهران یورش بردند و دیپلمات‌های آمریکایی را گروگان گرفتند. برژینسکی علیه راه‌حل‌های دیپلماتیک پیشنهادی سایروس ونس وزیر امور خارجه برای بحران گروگان‌گیری ایران استدلال کرد و تأکید کرد که این راه‌حل‌ها «ایران را به شوروی تحویل خواهد داد».
ونس که با نقرس دست و پنجه نرم می‌کرد، در روز پنجشنبه ۱۰ آوریل ۱۹۸۰ برای یک آخر هفته طولانی به فلوریدا رفت. روز جمعه، برژینسکی یک جلسه جدید برنامه‌ریزی شده شورای امنیت ملی برگزار کرد و مجوز عملیات پنجه عقاب را صادر کرد، که یک لشکرکشی محدود نظامی به تهران برای نجات گروگان‌ها می‌شد. وارن کریستوفر، معاون وزیر، که به جای ونس در جلسه حضور داشت، به ونس اطلاعی نداد. ونس خشمگین شد و استعفا داد همچنین برژینسکی را «شرور» خواند.

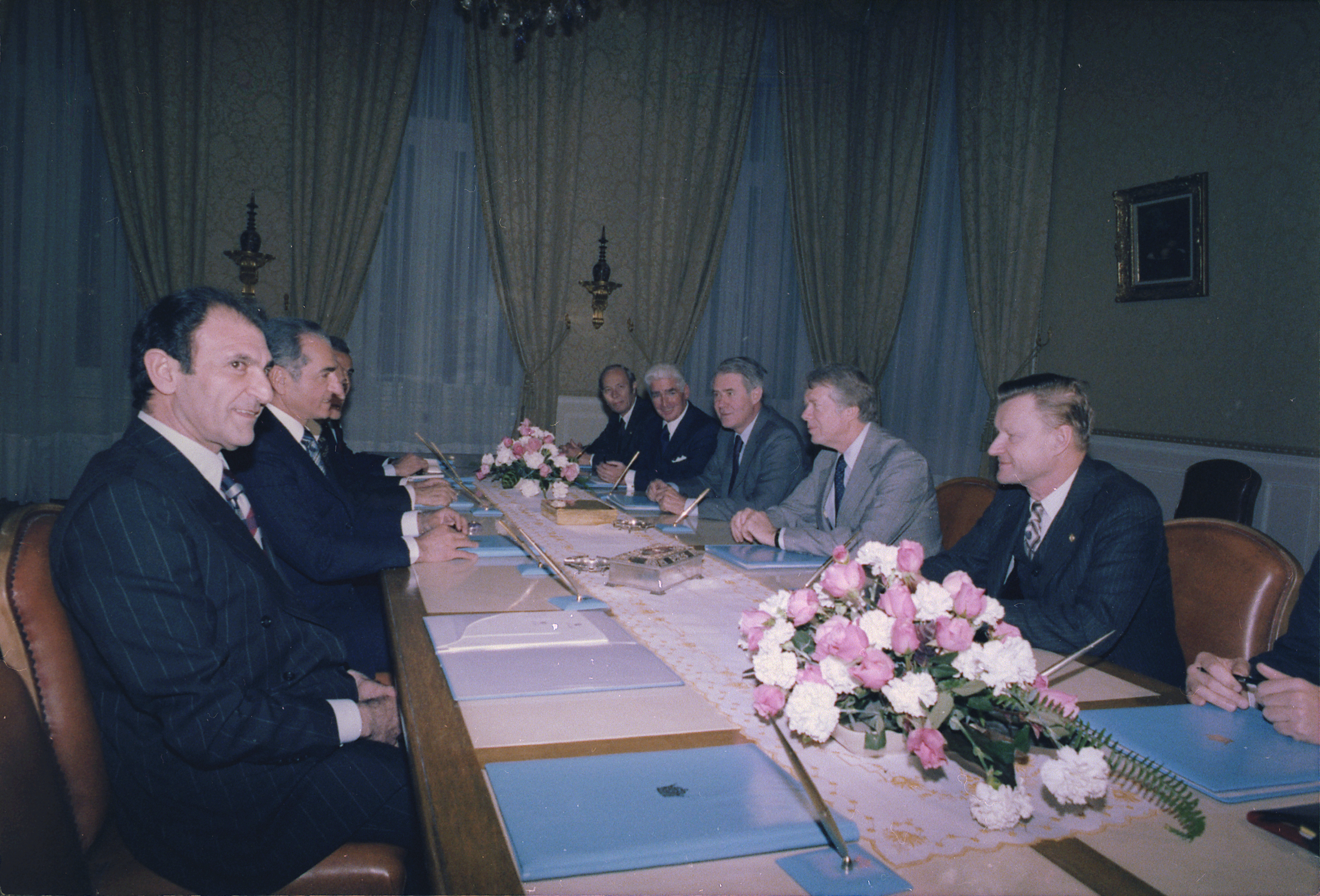
محمدرضا پهلوی، کارتر و برژینسکی (۱۹۷۷)

رئیس‌جمهور کارتر پس از سقوط سه هلیکوپتر از هشت هلیکوپتری که به صحرای دشت کویر فرستاده بود، عملیات را متوقف کرد و هلیکوپتر چهارم با یک هواپیمای ترابری برخورد کرد و باعث آتش‌سوزی شد که هشت سرباز را کشت. گروگان‌ها در نهایت در روز اولین تحلیف رونالد ریگان، پس از ۴۴۴ روز اسارت آزاد شدند.
برژینسکی همراه با کیسینجر و دیوید راکفلر در متقاعد کردن کارتر برای پذیرش شاه تبعیدی به ایالات متحده نقش داشت.
یوسف مازندی اعتقاد دارد نظریه‌پرداز اصلی تئوری هارتلند ایران و ضرورت تضعیف دولت مرکزی ایران برژینسکی بوده‌است.در واقع، بر اساس نظریه مذکور دولت آمریکا تلاش نمود تا با تغییر نظام سیاسی ایران از تشکیل قدرت منطقه ای جلوگیری کند، بعدها در سال ۲۰۱۷ اسنادی از پایگاه اینترنتی ویکی لیکس تحت عنوان اسناد کارتر منتشر شد که شامل ارتباط و نامه آمریکایی‌ها و شخص زیمرمن قبل از انقلاب اسلامی ایران با برخی اعضای شورای انقلابی و پاسخ‌های شخص آیت الله خمینی بود.
برژینسکی مشاور امنیت ملی در دولت جیمی کارتر در آمریکا در ۱۲ تیر ماه سال ۱۳۵۹ در عمان با صدام ملاقات و در آنجا مجوز حمله به ایران را داد.به‌طور کلی می‌توان سیاست آمریکا در قبال ایران را یک سیاست موفق قلمداد نمود، در دهه ۱۹۸۰ به واسطه جنگ ایران و عراق و نیاز هر دو کشور به منابع مالی ارزش نفت به شدت کاهش یافت؛ تا حدی که میانگین قیمت نفت در سال ۱۹۸۶ به حدود ۱۴ دلار رسید، که حدود یک سوم قیمت آن در دهه ۱۹۷۰ بود، از آن گذشته بسیاری از تسلیحات خریداری شده توسط دولت‌های ایران و عراق در جنگ هشت ساله نابود شد و تهدید علیه منافع آمریکا در منطقه با تضعیف دولت‌های ایران و عراق کاهش یافت، در عمل سیاست گذاری آمریکا در قبال کشور ایران و منطقه هارتلند خاورمیانه بر اساس نظریه برژینسکی تغییر پیدا کرد برژینسکی در آزادسازی گروگان‌های سفارت آمریکا در تهران بعد از انقلاب ایران نقش مهمی ایفا کرده بود.
مشاور سابق امنیت ملی، اظهارات مقامات آمریکایی دربارهٔ جاه طلبی‌های ادعایی هسته ای ایران را به اظهارات مشابهی که قبل از شروع جنگ عراق بیان شده بود تشبیه کرد.«من فکر می‌کنم دولت، رئیس‌جمهور و معاون رئیس‌جمهور به‌ویژه تلاش می‌کنند تا فضای موجود را هیاهو کنند، و این یادآور آنچه قبل از جنگ در عراق بود، است.»

### چین
اندکی پس از روی کار آمدن در سال ۱۹۷۷، رئیس‌جمهور کارتر مجدداً موضع ایالات متحده مبنی بر حمایت از بیانیه شانگهای را تأیید کرد. در ماه مه ۱۹۷۸، برژینسکی بر نگرانی‌های وزارت امور خارجه غلبه کرد و به پکن سفر کرد و در آنجا مذاکراتی را آغاز کرد که هفت ماه بعد به روابط کامل دیپلماتیک منجر شد. ایالات متحده و جمهوری خلق چین در ۱۵ دسامبر ۱۹۷۸ اعلام کردند که دو دولت در ۱ ژانویه ۱۹۷۹ روابط دیپلماتیک برقرار خواهند کرد. این امر مستلزم قطع روابط با جمهوری چین در تایوان بود. تحکیم دستاوردهای ایالات متحده در دوستی با چین کمونیست اولویت اصلی برژینسکی در دوران مشاور امنیت ملی بود.
برژینسکی «گزارش‌هایی مبنی بر تشویق چین به حمایت از دیکتاتور نسل‌کشی، پل پوت در کامبوج را تکذیب کرد، زیرا خمرهای سرخ پل پوت دشمن ویتنام کمونیستی بودند». با این حال، پس از تهاجم ویتنام به کامبوج که خمرهای سرخ را سرنگون کرد، برژینسکی موفق شد دولت از به رسمیت شناختن دولت جدید کامبوج به دلیل حمایت اتحاد جماهیر شوروی خودداری کند.
مهم‌ترین جنبه استراتژیک روابط جدید ایالات متحده و چین تأثیر آن بر جنگ سرد بود. چین دیگر بخشی از یک بلوک بزرگ‌تر چین-شوروی در نظر گرفته نمی‌شد، بلکه به دلیل انشعاب چین-شوروی، قطب سوم قدرت محسوب می‌شد که به ایالات متحده در برابر اتحاد جماهیر شوروی کمک می‌کرد.
در بیانیه مشترک برقراری روابط دیپلماتیک مورخ ۱ ژانویه ۱۹۷۹، ایالات متحده به رسمیت شناختن دیپلماتیک را از تایپه به پکن منتقل کرد. ایالات متحده تأکید کرد که بیانیه شانگهای در مورد موضع جمهوری خلق چین که تنها یک چین وجود دارد و تایوان بخشی از چین است، تصدیق کرد. پکن اذعان کرد که ایالات متحده به روابط تجاری، فرهنگی و سایر تماس‌های غیررسمی با تایوان ادامه خواهد داد. قانون روابط تایوان تغییرات لازم را در قانون ایالات متحده ایجاد کرد تا اجازه دهد روابط غیررسمی با تایوان ادامه یابد.
علاوه بر قطع روابط با تایوان، دولت کارتر همچنین موافقت کرد که به‌طور یکجانبه از معاهده دفاعی متقابل چین و آمریکا خارج شود، پرسنل نظامی ایالات متحده را از تایوان خارج کند و به تدریج فروش تسلیحات به جمهوری چین را کاهش دهد. به دلیل موقعیت جمهوری چین به عنوان متحد ضد کمونیست در جنگ سرد، مخالفت گسترده‌ای در کنگره، به ویژه از سوی جمهوری خواهان، وجود داشت. در «گلدواتر علیه کارتر»، «بری گلدواتر» تلاش ناموفقی برای متوقف کردن کارتر از فسخ قرارداد دفاع متقابل انجام شد.

### درگیری‌های اعراب و اسرائیل
در ۱۰ اکتبر ۲۰۰۷، برژینسکی به همراه سایر امضاکنندگان با نفوذ نامه ای به پرزیدنت جورج دبلیو بوش و وزیر امور خارجه کاندولیزا رایس با عنوان «شکست عواقب ویرانگر را به همراه دارد» ارسال کرد. این نامه تا حدی یک توصیه و هشدار دربارهٔ شکست کنفرانس آینده خاورمیانه تحت حمایت ایالات متحده بود که قرار بود در نوامبر ۲۰۰۷ بین نمایندگان اسرائیلی‌ها و فلسطینی‌ها برگزار شود. در این نامه همچنین پیشنهاد شده‌است که به جای منزوی کردن بیشتر حماس، در یک «گفتگوی واقعی با حماس» شرکت کنیم.

### پایان تنش زدایی شوروی
دستورالعمل ۱۸ ریاست جمهوری در مورد امنیت ملی ایالات متحده، که در اوایل دوره کارتر امضا شد، نشان دهنده ارزیابی مجدد ارزش تنش زدایی بود و ایالات متحده را در مسیری قرار داد که بی سر و صدا به استراتژی کیسینجر پایان دهد.
زبیگنیو برژینسکی نقش عمده ای در سازماندهی سیاست‌های جیمی کارتر در مورد اتحاد جماهیر شوروی به عنوان یک استراتژی بزرگ ایفا کرد. برژینسکی یک لیبرال دموکرات و یک ضد کمونیست متعهد بود و از عدالت اجتماعی حمایت می‌کرد و در عین حال وقایع جهان را عمدتاً از منظر جنگ سرد می‌دید. علاوه بر این، به گفته فارین پالیسی، «دیدگاه برژینسکی ضد شوروی بود، اما او نیز مانند جورج کنان قبل از خود، بر لزوم پرورش یک غرب قوی اصرار داشت.»
برژینسکی اظهار داشت که می‌توان از حقوق بشر برای قرار دادن اتحاد جماهیر شوروی از نظر ایدئولوژیک در حالت تدافعی استفاده کرد:
```
من به شدت احساس کردم که در رقابت ایالات متحده و شوروی، جذابیت آمریکا به عنوان یک 
جامعه آزاد
 می‌تواند به یک سرمایه مهم تبدیل شود، و در 
حقوق بشر
 فرصتی دیدم که اتحاد جماهیر شوروی را از نظر ایدئولوژیک در حالت تدافعی قرار دهم… با پیگیری فعالانه این موضوع. ما می‌توانیم حمایت جهانی بسیار بیشتری را بسیج کنیم و توجه جهانی را بر ضعف‌های آشکار داخلی نظام شوروی متمرکز کنیم.
```

سیاست برژینسکی در قبال ایران کاملاً با اتحاد جماهیر شوروی مرتبط بود، زیرا مشاهده شد که در کودتا و انقلاب سال ۱۳۵۷، قدرت شوروی را به سمت خلیج فارس پیش برد. برژینسکی به پرزیدنت کارتر توصیه کرد که «بزرگ‌ترین آسیب‌پذیری» ایالات متحده بر روی کمانی است که «از چیتاگونگ از طریق اسلام‌آباد تا عدن کشیده شده‌است.» این در دکترین کارتر نقش داشت.

### استراتژی هسته ای
دستورالعمل شماره ۵۹ ریاست جمهوری، «سیاست اشتغال هسته ای»، هدف قرار دادن سلاح‌های هسته ای ایالات متحده به اتحاد جماهیر شوروی را به طرز چشمگیری تغییر داد. این دستورالعمل که با کمک هارولد براون، وزیر دفاع اجرا شد، رسماً ایالات متحده را در یک استراتژی متقابل قرار داد.

### کنترل تسلیحات

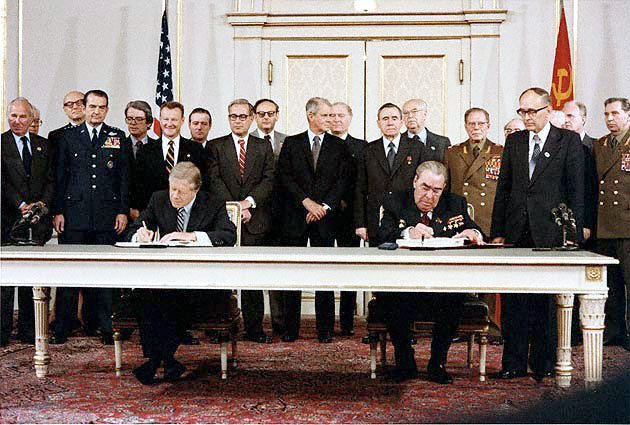
رئیس‌جمهور جیمی کارتر و دبیرکل اتحاد جماهیر شوروی، لئونید برژنف، معاهده مذاکرات محدودیت تسلیحات استراتژیک (SALT II) را در ۱۸ ژوئن ۱۹۷۹ در وین (اتریش) امضا کردند. برژینسکی مستقیماً پشت پرزیدنت کارتر قرار دارد.

همچنین ببینید: کنترل تسلیحات

## پس از قدرت
برژینسکی با نگرانی از شکاف داخلی در حزب دموکرات، دفتر خود را ترک کرد و استدلال کرد که جناح مک‌گورنایت دموکرات‌ها را به اقلیت دائمی خواهد فرستاد. رونالد ریگان از او دعوت کرد که به عنوان مشاور امنیت ملی خود باقی بماند، اما برژینسکی با احساس اینکه رئیس‌جمهور جدید به دیدگاه جدیدی نیاز دارد تا بتواند سیاست خارجی خود را بر اساس آن بسازد، نپذیرفت. او روابط متفاوتی با دولت ریگان داشت. از یک سو، او از آن به عنوان جایگزینی برای صلح طلبی دموکرات‌ها حمایت کرد. از سوی دیگر، او همچنین از آن انتقاد کرد که سیاست خارجی را بیش از حد سیاه و سفید می‌بیند.
در دهه ۱۹۸۰، برژینسکی استدلال کرد که بحران عمومی اتحاد جماهیر شوروی پایان کمونیسم را پیش‌بینی می‌کند.
او همچنان درگیر امور لهستان بود، از تحمیل حکومت نظامی در لهستان در سال ۱۹۸۱ انتقاد کرد، و بیشتر از آن به موافقت اروپای غربی با تحمیل آن به نام ثبات. برژینسکی قبل از سفر سال ۱۹۸۷ خود به لهستان که به احیای جنبش همبستگی کمک کرد، به جورج اچ دبلیو بوش، معاون رئیس‌جمهور ایالات متحده اطلاع داد.
در سال ۱۹۸۵، در دولت ریگان، برژینسکی به عنوان یکی از اعضای کمیسیون جنگ شیمیایی رئیس‌جمهور خدمت کرد. از سال ۱۹۸۷ تا ۱۹۸۸، او در شورای امنیت ملی ایالات متحده-کمیسیون وزارت دفاع در مورد استراتژی یکپارچه بلندمدت کار کرد. از سال ۱۹۸۷ تا ۱۹۸۹ او همچنین در هیئت مشاوران اطلاعات خارجی رئیس‌جمهور خدمت کرد.[نیازمند منبع]
در سال ۱۹۸۸، برژینسکی رئیس گروه ویژه مشاور امنیت ملی بوش بود و از بوش برای ریاست جمهوری حمایت کرد و از حزب دموکرات جدا شد. برژینسکی شکست بزرگ را در همان سال منتشر کرد و شکست اصلاحات میخائیل گورباچف رئیس‌جمهور شوروی و فروپاشی اتحاد جماهیر شوروی را در چند دهه دیگر پیش‌بینی کرد. او گفت پنج احتمال برای اتحاد جماهیر شوروی وجود دارد: کثرت‌سازی موفق، بحران طولانی، رکود مجدد، کودتا (توسط KGB یا ارتش شوروی)، یا فروپاشی آشکار رژیم کمونیستی. او فروپاشی را «در این مرحله احتمالی بسیار دورتر» از بحران طولانی خواند.
او همچنین پیش‌بینی کرد که احتمال وجود نوعی کمونیسم در اتحاد جماهیر شوروی در سال ۲۰۱۷ کمی بیش از ۵۰ درصد بود و زمانی که پایان آن فرا رسد «به احتمال زیاد آشفته» خواهد بود. درگیری‌هایی مانند بحران قره‌باغ کوهستانی و تلاش‌های شوروی برای بازگرداندن اقتدار خود در لیتوانی و سایر جمهوری‌ها بسیار کمتر از آنچه برژینسکی و سایر ناظران پیش‌بینی می‌کردند خشونت‌بار علیه گورباچف بود آغاز شد.
در سال ۱۹۸۹، کمونیست‌ها نتوانستند حمایت خود را در لهستان بسیج کنند، و همبستگی انتخابات عمومی آنها را شکست داد. در اواخر همان سال، برژینسکی به روسیه سفر کرد و از بنای یادبود کشتار کاتین بازدید کرد. این به عنوان فرصتی برای او بود تا از دولت شوروی بخواهد که حقیقت را در مورد این رویداد به رسمیت بشناسد، که به همین دلیل او در آکادمی علوم شوروی مورد تشویق قرار گرفت. ده روز بعد، دیوار برلین سقوط کرد و دولت‌های تحت حمایت شوروی در اروپای شرقی شروع به متزلزل شدن کردند. استروب تالبوت، یکی از منتقدان دیرینه برژینسکی، مصاحبه ای با او برای مجله تایم انجام داد با عنوان «تحقق یک تندرو»
در سال ۱۹۹۰، برژینسکی نسبت به سرخوشی پس از جنگ سرد هشدار داد. او به‌طور علنی با جنگ خلیج فارس مخالفت کرد و استدلال کرد که ایالات متحده با شکست دادن اتحاد جماهیر شوروی، حسن نیت بین‌المللی را که انباشته شده بود، هدر خواهد داد، و این می‌تواند باعث خشم گسترده در سراسر جهان عرب شود. او در سال ۱۹۹۲ این دیدگاه‌ها را در کار خود خارج از قدرت گسترش داد.
برژینسکی به شدت از تردید دولت کلینتون برای مداخله علیه نیروهای صرب در جنگ بوسنی انتقاد کرد. او همچنین شروع به صحبت علیه اولین جنگ چچن روسیه کرد و کمیته آمریکایی صلح در چچن را تشکیل داد.
برژینسکی که از حرکت به سوی تقویت مجدد قدرت روسیه محتاط بود، جانشینی مأمور سابق KGB ولادیمیر پوتین پس از بوریس یلتسین را منفی دید. در این راستا، او به یکی از حامیان اصلی گسترش ناتو تبدیل شد. او در سال ۱۹۹۸ نوشت که «بدون اوکراین، روسیه یک امپراتوری اوراسیا نیست.» او بعداً از بمباران ناتو در صربستان در سال ۱۹۹۹ در جریان جنگ کوزوو حمایت کرد.

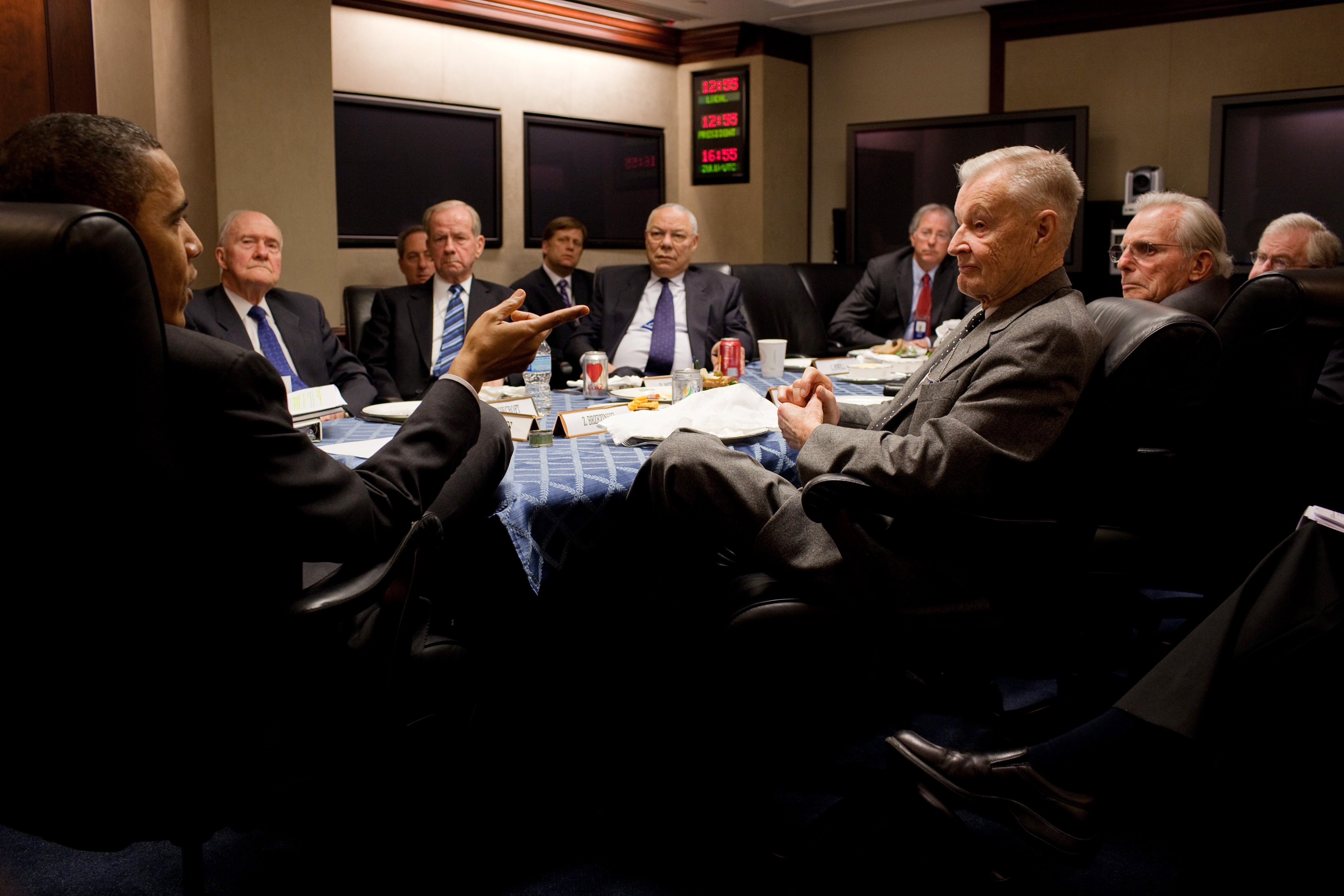
مشاوران سابق امنیت ملی در سال ۲۰۱۰ با پرزیدنت باراک اوباما ملاقات کردند. برنت اسکوکرافت، باد مک فارلین، کالین پاول، دنیس راس، سندی برگر، فرانک کارلوچی و برژینسکی روی میز از سمت چپ نشسته‌اند..

پس از پایان کارش به عنوان مشاور امنیت ملی، برژینسکی به تدریس بازگشت، اما همچنان به عنوان یک صدای تأثیرگذار در روابط بین‌الملل باقی ماند. رادک سیکورسکی، سیاستمدار لهستانی، نوشت که برژینسکی از نظر لهستانی‌ها «دولت‌مرد ما» محسوب می‌شد و او یکی از معتبرترین صداها در لهستان بود: «در طول دهه‌هایی که لهستان برخلاف میل خود پشت پرده آهنین گیر کرده بود، او و پاپ طرفدار لهستان بودند و پس از آزادی کشورهای تحت سلطه شوروی، او به عنوان مشاور و مدافع دموکراسی‌های جدید در مسیر پیوستن مجدد به نهادهای غربی عمل کرد.»
اگرچه برژینسکی به عنوان یکی از اعضای دولت کارتر به شهرت ملی رسید، اما از سیاست‌های حزبی اجتناب کرد و گاهی بعداً به جمهوری خواهان رأی داد. او در سال ۱۹۸۸ از جورج اچ دبلیو بوش برای ریاست جمهوری در مقابل مایکل دوکاکیس دموکرات حمایت کرد.
برژینسکی علیه تهاجم سال ۲۰۰۳ به عراق استدلال کرد و در این عقیده که در آن زمان منفور بود، صریح بود که تهاجم یک اشتباه است. همان‌طور که دیوید ایگناتیوس به یاد می‌آورد، «برژینسکی در جهان منزوی و خودتقویت کننده افکار سیاست خارجی واشینگتن هزینه ای پرداخت، تا زمانی که تقریباً برای همه روشن شد که او (که به مخالفت اسکوکرافت در جنگ عراق ملحق شد) درست گفته‌است». او بعداً سیاست خارجی جورج دبلیو بوش را «فاجعه بار» خواند.
برژینسکی از منتقدان برجسته رفتار دولت جورج دبلیو بوش در جنگ علیه تروریسم بود. در سال ۲۰۰۴، برژینسکی «انتخاب» را نوشت که بر اثر قبلی او «صفحه بزرگ شطرنج» (۱۹۹۷) بسط داد و سیاست خارجی جورج دبلیو بوش را به شدت مورد انتقاد قرار داد. در سال ۲۰۰۷، در ستونی در واشینگتن پست، برژینسکی از دولت بوش انتقاد کرد و استدلال کرد که اقدامات آنها پس از ۱۱ سپتامبر به شهرت ایالات متحده لطمه زده‌است؛
«بی‌نهایت بیشتر از هر رؤیای وحشیانه ای که توسط عاملان متعصب حملات ۱۱ سپتامبر و هرگونه شانس اتحاد جهان برای شکست افراط گرایی و تروریسم را از بین برد.»
او بعداً اظهار داشت که نسبت به تونی بلر، نخست‌وزیر بریتانیا که از اقدامات بوش در عراق حمایت می‌کرد، «دلسردی» دارد. او در سپتامبر ۲۰۰۷ از کتاب «لابی اسرائیل و سیاست خارجی ایالات متحده» نوشته جان میرشایمر دفاع کرد.
در آگوست ۲۰۰۷، برژینسکی از باراک اوباما، نامزد دموکرات ریاست جمهوری آمریکا حمایت کرد. او اظهار داشت که اوباما «می‌داند که چالش یک چهره جدید، یک حس جدید جهت‌گیری، یک تعریف جدید از نقش آمریکا در جهان است» و «آنچه اوباما را برای من جذاب می‌کند این است که او درک می‌کند که ما در شرایط بسیار متفاوتی زندگی می‌کنیم. جهانی که در آن باید با فرهنگ‌ها و مردم مختلفی ارتباط برقرار کنیم." در سپتامبر ۲۰۰۷، اوباما در طی یک سخنرانی دربارهٔ جنگ عراق، برژینسکی را «یکی از برجسته‌ترین متفکران ما» معرفی کرد، اما برخی از مفسران طرفدار اسرائیل انتقاد او از لابی اسرائیل در ایالات متحده را زیر سؤال بردند.
در سپتامبر ۲۰۰۹ در مصاحبه ای با روزنامه دیلی بیست، برژینسکی در پاسخ به سؤالی در مورد اینکه پرزیدنت اوباما چقدر باید در اصرار اسرائیل به حمله هوایی به ایران تهاجمی باشد، گفت: "ما دقیقاً بچه‌های کوچک ناتوان نیستیم. آنها باید بر فراز ما پرواز کنند. حریم هوایی عراق. آیا ما فقط می‌خواهیم آنجا بنشینیم و تماشا کنیم؟» این موضوع از سوی برخی از حامیان اسرائیل به حمایت از سرنگونی جت‌های اسرائیلی توسط آمریکا برای جلوگیری از حمله به ایران تعبیر شد.
در ۱ اکتبر ۲۰۰۹، برژینسکی سخنرانی خانواده والدو در مورد روابط بین‌الملل را در دانشگاه اولد دومینیون در نورفولک، ویرجینیا ایراد کرد. در سال ۲۰۱۱، برژینسکی از مداخله ناتو علیه نیروهای معمر قذافی در جنگ داخلی لیبی حمایت کرد و عدم مداخله را «از نظر اخلاقی مشکوک» و «از نظر سیاسی مردود» خواند.
در اوایل سال ۲۰۱۲، برژینسکی ابراز ناامیدی کرد و گفت که از برخی اقدامات اوباما، مانند تصمیم برای اعزام ۲۵۰۰ نیروی آمریکایی به استرالیا، سردرگم شده‌است، اما از او برای انتخاب مجدد حمایت کرد.

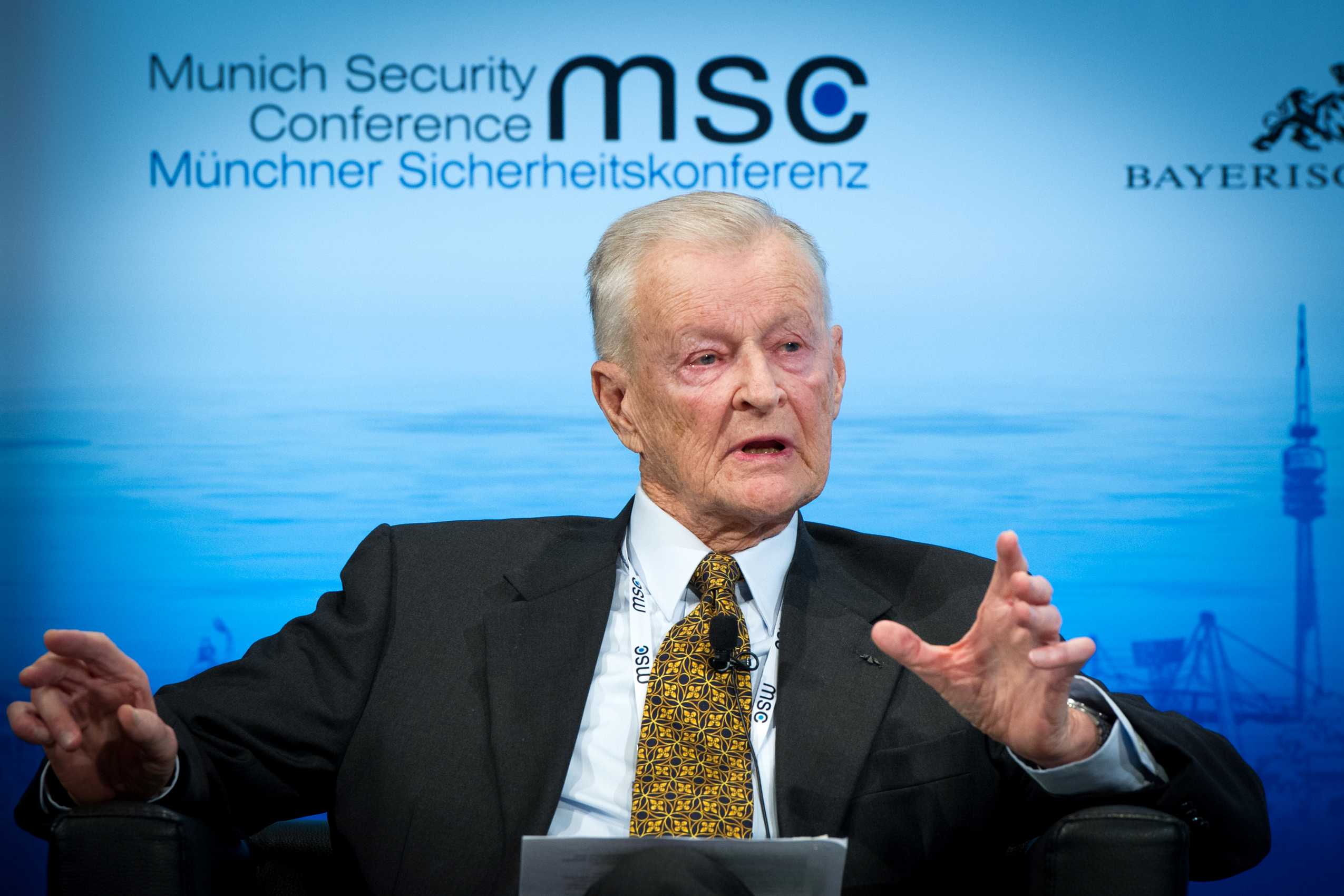
برژینسکی در کنفرانس امنیتی مونیخ، ۲۰۱۴

در ۳ مارس ۲۰۱۴، بین برکناری ویکتور یانوکوویچ، رئیس‌جمهور اوکراین در ۲۲ فوریه و رفراندوم کریمه در ۱۶ مارس، برژینسکی مقاله ای را برای واشینگتن پست نوشت با عنوان «چه باید کرد؟ تجاوز پوتین به اوکراین نیاز به پاسخ دارد.» او «تاکتیک‌های وحشیانه ولادیمیر پوتین» رئیس‌جمهور روسیه در تصرف کریمه» و «تهاجم مخفی استتار شده» را با اشغال سرزمین سودت توسط آدولف هیتلر در سال ۱۹۳۸ مقایسه کرد و پوتین را کاریکاتور بنیتو موسولینی توصیف کرد، اما در از جنگ مستقیم ایالات متحده علیه روسیه دفاع نکرد. در عوض، او پیشنهاد کرد که ناتو باید درحالت آماده باش قرار گیرد و توصیه کرد «برای جلوگیری از محاسبات اشتباه» به صراحت اعلام شود که به روسیه اطمینان داده می‌شود که به دنبال جذب اوکراین به ناتو نیست.
به گفته ایگناتیوس و سیکورسکی، برژینسکی از انتخاب دونالد ترامپ به عنوان رئیس‌جمهور ایالات متحده «عمیقاً ناراحت» و نگران آینده بود.
دو روز پس از انتخابات، در ۱۰ نوامبر ۲۰۱۶، برژینسکی پس از اعطای مدال برای خدمات ممتاز عمومی از وزارت دفاع، در یک سخنرانی کوتاه نسبت به «آشفتگی در کشور و جهان» هشدار داد.
در ۴ مه ۲۰۱۷، او آخرین توییت خود را ارسال کرد و گفت: «رهبری پیچیده ایالات متحده شرط لازم یک نظم جهانی باثبات است. با این حال، ما فاقد اولی هستیم در حالی که دومی در حال بدتر شدن است.»

## زندگی شخصی
برژینسکی با مجسمه‌ساز چک-آمریکایی امیلی بنس (خواهرزاده دومین رئیس‌جمهور چکسلواکی، ادوارد بنش) ازدواج کرد که از او صاحب سه فرزند شد.
پسر کوچکتر او، مارک برژینسکی (متولد ۱۹۶۵)، یک وکیل است که در شورای امنیت ملی پرزیدنت کلینتون به عنوان کارشناس روسیه و اروپای جنوب شرقی خدمت کرده‌است و به عنوان سفیر ایالات متحده در سوئد (۲۰۱۱–۲۰۱۵) و لهستان (از سال ۲۰۱۱) خدمت کرده‌است. ۲۰۲۲).
دختر او، میکا برژینسکی (متولد ۱۹۶۷)، مجری اخبار تلویزیونی و مجری مشترک برنامه صبحگاهی روز هفته MSNBC, Morning Joe است، جایی که او به‌طور منظم تفسیر می‌کند و عناوین اخبار برنامه را می‌خواند. پسر بزرگ او، ایان برژینسکی (متولد ۱۹۶۳)، عضو ارشد برنامه امنیت بین‌المللی و عضو گروه مشاوران استراتژیک شورای آتلانتیک است. ایان همچنین به عنوان معاون دستیار وزیر دفاع در امور اروپا و ناتو (۲۰۰۱–۲۰۰۵) و یکی از مدیران در Booz Allen Hamilton بود.

### زندگی عمومی
برژینسکی یکی از اعضای سابق شورای آتلانتیک و بنیاد ملی دموکراسی بود. وی در زمان مرگ عضو شورای روابط خارجی و شورای افتخاری بین‌المللی آکادمی دیپلماسی اروپا بود.
از او با نام مستعار «زبیگ» نیز یاد می‌شد.

### حضور در فیلم
برژینسکی در چندین فیلم مستند و سریال تلویزیونی به‌جای خود ظاهر شد، مانند: فیلم خاطره ابدی محصول ۱۹۹۷: صداهایی از وحشت بزرگ به کارگردانی دیوید پولتز. قسمت ۱۷ (افراد خوب، بچه‌های بد)، ۱۹ (تجمیع) و ۲۰ (سربازان خدا) از سریال جنگ سرد سال 1998 CNN که توسط جرمی آیزاکس تهیه شده‌است. مستند 2009 Back Door Channels: The Price of Peace; و فیلم زندگینامه لهستانی استراتژی (استراتژیست) محصول ۲۰۱۴ به کارگردانی کاتارزینا کولندا-زالسکا و تهیه کنندگی TVN. در فیلم لهستانی ۲۰۱۴ جک استرانگ، کریستوف پیچینسکی در نقش برژینسکی ظاهر شد.

### مرگ
برژینسکی در ۲۶ مه ۲۰۱۷ در سن ۸۹ سالگی در بیمارستان Inova Fairfax در فالز چرچ ویرجینیا درگذشت. مراسم خاکسپاری او در ۹ ژوئن در کلیسای جامع سنت متیو در واشینگتن دی سی برگزار شد. آلبرایت از جمله کسانی بودند که در مدحش سخرانی کردند، در حالی که شرکت کنندگان شامل دیپلمات‌ها و فرستادگان بین‌المللی بودند.
روزنامه نگاران کارل برنشتاین، چاک تاد و دیوید ایگناتیوس؛ ژنرال ادوارد راونی ۱۰۰ ساله؛ سوزان ای رایس، مشاور سابق امنیت ملی؛ و مشاور سابق امنیت ملی، سپهبد H. R. McMaster. نیز به ایراد سخنانی پرداختند.
کارتر دربارهٔ پروازهای بین‌المللی خود در ایر فورس وان گفت: «اگر می‌توانستم همنشینم را انتخاب کنم، دکتر برژینسکی بود.
هنری کیسینجر، مشاور سابق امنیت ملی، ۹۴ ساله، نتوانست در این مراسم شرکت کند، اما یادداشتی که او فرستاده بود در حین مداحی خوانده شد: «جهان جای تهی تری خواهد شد اگر بینش زدبیگ را کنار بگذارد».
زبیگنیف برژینسکی در ۲۶ مه ۲۰۱۷ در ۸۹ سالگی درگذشت.

### افتخارات
مدال آزادی ریاست جمهوری ایالات متحده، ۱۹۸۱
صلیب بزرگ جمهوری چک از نشان توماش گاریگ ماساریک، ۱۹۹۸
نشان عقاب سفید لهستان، ۱۹۹۵
لهستان شهروندی افتخاری شهر گدانسک، ۲۰۰۲
افسر بزرگ لتونی از نشان سه ستاره، ۲۰۰۷

### نگارخانه

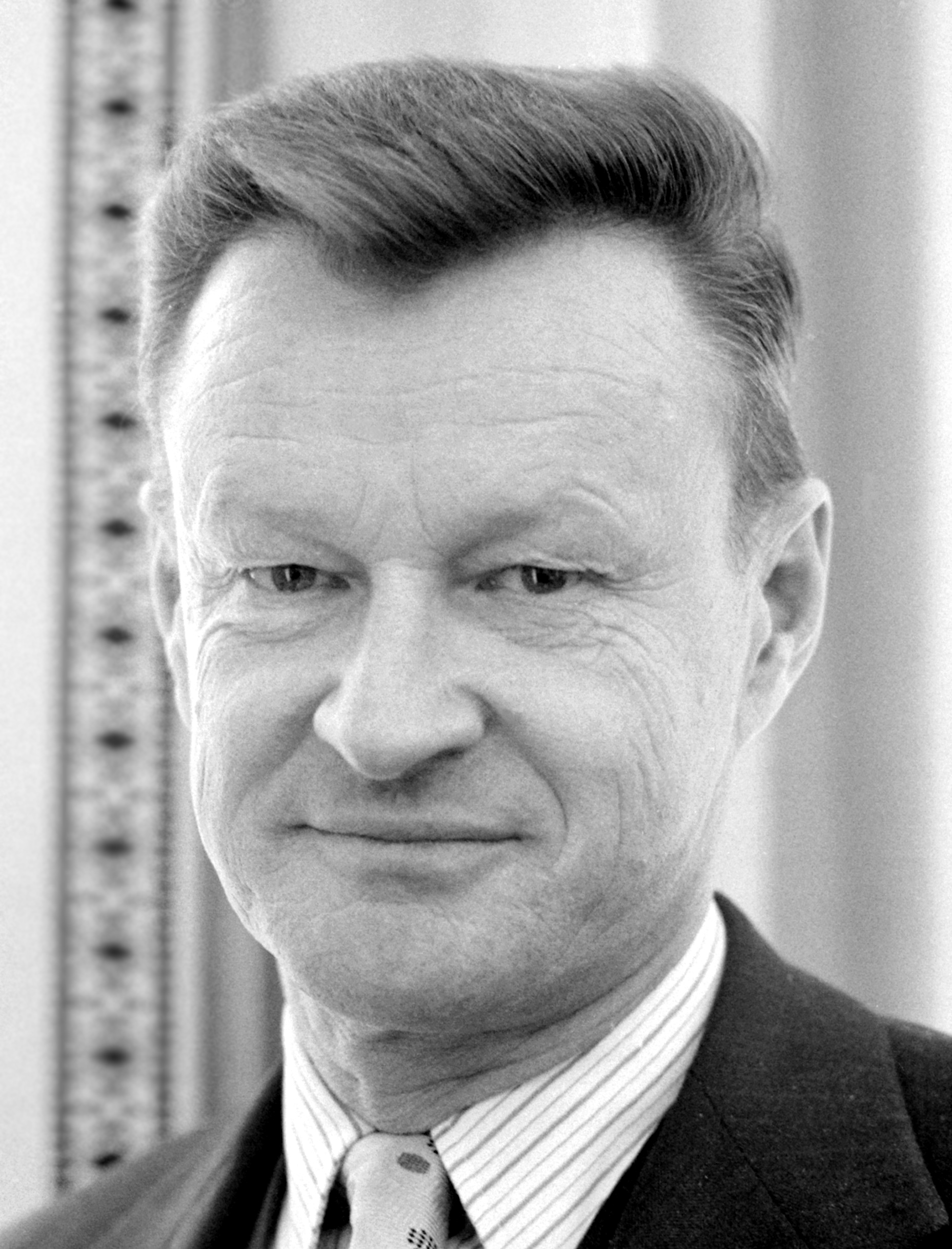
زبیگنو برژینسکی
کارتر و برژینسکی
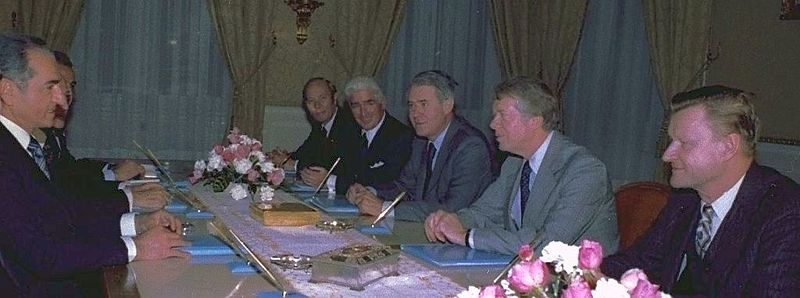
ملاقات محمدرضا پهلوی با جیمی کارتر و برژینسکی (۱۹۷۷)

## آثار

### نوشته‌های اصلی توسط برژینسکی
- The Permanent Purge: Politics in Soviet Totalitarianism. Cambridge: Harvard University Press, 1956. شابک ‎۹۷۸−۰۶۷۴۷۳۲۶۷۴.
- Soviet Bloc: Unity and Conflict. Cambridge: Harvard University Press, 1967. شابک ‎۹۷۸−۰۶۷۴۸۲۵۴۵۱.
- Between Two Ages: America's Role in the Technetronic Era. New York: Viking Press, 1970. شابک ‎۹۷۸−۰۳۱۳۲۳۴۹۸۹.
- Power and Principle: Memoirs of the National Security Adviser, 1977–1981. New York: Farrar, Straus, Giroux, 1983. شابک ‎۹۷۸−۰۳۷۴۲۳۶۶۳۲.
- Game Plan: A Geostrategic Framework for the Conduct of the U.S.-Soviet Contest. Boston: Atlantic Monthly Press, 1986. شابک ‎۹۷۸−۰۸۷۱۱۳۰۸۴۶.
- Grand Failure: The Birth and Death of Communism in the Twentieth Century. New York: Collier Books, 1990. شابک ‎۹۷۸−۰۰۲۰۳۰۷۳۰۳.
- Out of Control: Global Turmoil on the Eve of the 21st Century. New York: Collier Books, 1993. شابک ‎۹۷۸−۰۶۸۴۸۲۶۳۶۳.
- The Grand Chessboard: American Primacy and Its Geostrategic Imperatives. New York: Basic Books, 1997. شابک ‎۰۴۶۵۰۲۷۲۵۳. ترجمه در ۹ زبان مختلف
- The Choice: Global Domination or Global Leadership. New York: Basic Books, 2004. شابک ‎۹۷۸−۰۴۶۵۰۰۸۰۰۱.
- Second Chance: Three Presidents and the Crisis of American Superpower. New York: Basic Books, 2007. شابک ‎۹۷۸−۰۴۶۵۰۰۲۵۲۸.
- America and the World: Conversations on the Future of American Foreign Policy. New York: Basic Books, 2008. شابک ‎۹۷۸−۰۴۶۵۰۱۵۰۱۶.
- Strategic Vision: America and the Crisis of Global Power. New York: Basic Books, 2012. شابک ‎۹۷۸−۰۴۶۵۰۲۹۵۴۹.

### آثار دیگر
- Russo-Soviet Nationalism (thesis). Montreal, Quebec: McGill University (1950).
- Political Control in the Soviet Army: A Study on Reports by Former Soviet Officers. Studies on the USSR, no. 6. New York: Research Program on the USSR (1954). اُسی‌ال‌سی ۱۷۴۳۲۳۲.
- Totalitarian Dictatorship and Autocracy, with Carl J. Friedrich. Cambridge: Harvard University Press (1956). اُسی‌ال‌سی ۶۵۴۲۳۳۳۸۳.
- Ideology and Power in Soviet Politics. New York: Praeger (1962).
- Political Power: USA/USSR, with Samuel Huntington. New York: Viking Press (آوریل ۱۹۶۳). شابک ‎۰۶۷۰۵۶۳۱۸۸.
- Alternative to Partition: For a Broader Conception of America's Role in Europe. Atlantic Policy Studies, New York: McGraw-Hill (1965).
- International Politics in the Technetronic Era. Volume 1 of Research Papers series, Tokyo Jōchi Daigaku Institute of International Relations. Sofia University Press (1971). 34 p.
- The Fragile Blossom: Crisis and Change in Japan. New York: Harper and Row (1972). شابک ‎۰۰۶۰۱۰۴۶۸۶.
- American Security in an Interdependent World, with P. Edward Haley. Rowman & Littlefield (Sep. 1988). شابک ‎۰۸۱۹۱۷۰۸۴۴.
- In Quest of National Security, with Marin Strmecki. Boulder, CO: Westview Press (Sep. 1988). شابک ‎۰۸۱۳۳۰۵۷۵۶.
- The Soviet Political System: Transformation or Degeneration. Irvington Publishers (Aug. 1993). شابک ‎۰۸۲۹۰۳۵۷۲۹.
- Zbigniew Brzeziński, Bibliografia i Rysunki [Zbigniew Brzezinski, Bibliography and Drawings]. Łódź: Correspondance des arts (1993).
- Russia and the Commonwealth of Independent States: Documents, Data, and Analysis, with Paige Sullivan. Armonk: M. E. Sharpe (1996). شابک ‎۱۵۶۳۲۴۶۳۷۶.
- The Geostrategic Triad: Living with China, Europe, and Russia. Washington, DC: Center for Strategic & International Studies (Dec. 2000). شابک ‎۰۸۹۲۰۶۳۸۴X.

### مشارکت در کتاب
- "After Srebrenica." (Aug. 7, 1995). In: The Black Book of Bosnia: The Consequences of Appeasement, by the writers and editors of The New Republic. Edited by Nader Mousavizadeh. Afterword by Leon Wieseltier. New York: BasicBooks (1996), pp. 153–157. شابک ‎۹۷۸−۰۴۶۵۰۹۸۳۵۴.

### مقاله‌های منتخب
- "Peaceful Engagement in Eastern Europe," with William Griffith. Foreign Affairs, vol. 39, no. 4 (Spring 1961), p. 647. doi:10.2307/20029518. JSTOR&nbsp;20029518.
- "Cincinnatus and the Apparatchik," with Samuel P. Huntington. World Politics, vol. 16, no. 1 (اکتبر ۱۹۶۳), pp. 52–78. doi:10.2307/2009251. JSTOR&nbsp;2009251.
- "The Implications of Change for United States Foreign Policy." Department of State Bulletin, vol. LVII (57), no. 1462 [8255] (۳ ژوئیه ۱۹۶۷), pp. 19–23. U.S. Department of State.
- "U.S. Foreign Policy: The Search for Focus." Foreign Affairs, vol. 51, no. 4 (ژوئیه ۱۹۷۳), pp. 708–727. doi:10.2307/20038014. JSTOR&nbsp;20038014.
- "A Geostrategy for Eurasia." Foreign Affairs, vol. 76, no. 5 (September/October 1997), pp. 50–64.
- "Russia Would Gain by Losing Chechnya." New York Times (نوامبر ۱۹۹۹), p. A35.
- "Balancing the East, Upgrading the West; U.S. Grand Strategy in an Age of Upheaval." Foreign Affairs, vol. 91, no. 1 (January/February 2012), pp. 97–104.
- "Toward a Global Realignment." American Interest, vol. 11, no. 6 (July/August 2016). Full issue.

### گزارش‌ها
- Democracy Must Work: A Trilateral Agenda for the Decade, with David Owen, Michael Stewart, Carol Hansen, and Saburo Okita. Trilateral Commission (ژوئن ۱۹۸۴). شابک ‎۰۸۱۴۷۶۱۶۱۵.
- Differentiated Containment: U.S. Policy Toward Iran and Iraq, with Brent Scowcroft and Richard W. Murphy. Council on Foreign Relations Press (ژوئیه ۱۹۹۷). شابک ‎۰۸۷۶۰۹۲۰۲۴.
- The United States and the Persian Gulf, with Anthony Lake, F. Gregory, and III Gause. Council on Foreign Relations Press (دسامبر ۲۰۰۱). شابک ‎۰۸۷۶۰۹۲۹۱۱.
- Iran: Time for a New Approach, with Robert M. Gates. Council on Foreign Relations Press (فوریه ۲۰۰۳). شابک ‎۰۸۷۶۰۹۳۴۵۴.